# Effenaar
De Effenaar is een poppodium in het centrum van Eindhoven. Het bestaat sinds 1971 en is uitgegroeid tot een van de grotere poppodia van Nederland.
De Effenaar heeft twee zalen. De grote zaal, met een capaciteit van 1300 personen, is bedoeld voor grotere bands en acts. De kleine zaal (400 personen) is geschikt voor kleinere en regionale bands.
In de oude Effenaar hebben door de jaren heen veel grote nationale en internationale namen gespeeld, zoals: The Ramones, The Cure, Joy Division, Sex Pistols, Cocteau Twins, Dead Can Dance, Red Hot Chili Peppers, R.E.M., Pearl Jam, Queens of the Stone Age en Lil Wayne.

## Geschiedenis
De Effenaar is in 1971 opgericht als Open Jongerencentrum door jongeren met een maatschappijkritische houding. Het Jongerencentrum werd gevestigd in de verlaten linnenfabriek van Van den Briel & Verster. Oorspronkelijk heette het Para+. De naam Effenaar verwijst naar de linnenfabriek, daar stond een machine om materialen te effenen: de effenaar. In de Effenaar werden avonden georganiseerd waar jongeren hun ongenoegen konden uiten over de maatschappij, politiek en hun ouders. Na vijf jaar werd besloten om de Effenaar meer te laten ontwikkelen in de richting van cultuur, de focus bleef wel op maatschappijkritisch en politiek.
Na enkele jaren werd er steeds meer afstand genomen van de maatschappelijke functies en werd er meer tijd besteed aan het programmeren van muziek. De nadruk kwam steeds meer te liggen op puur culturele activiteiten. In 1986 werd besloten om de doelgroep te verbreden en het karakter opener en vriendelijker te maken. Hierdoor werden zeer diverse publieksgroepen getrokken en groeide het uit tot de top van het Nederlandse popcircuit.
Omdat de Effenaar mee wilde blijven draaien in deze top werd er besloten tot nieuwbouw. In 2005 werd het door het Rotterdamse architectenbureau MVRDV ontworpen nieuwe gebouw geopend op de locatie van het oude gebouw. Het oude gebouw was tijdens de nieuwbouw gewoon geopend, met uitzondering van de laatste paar maanden. De nieuwe grote zaal is aanzienlijk groter dan de zaal van de oude Effenaar. De kleine zaal is kleiner dan in de oude Effenaar.
Directeur Marijke Appelboom werd tijdens het Gala van de Popmuziek, in mei 2009 in Amsterdam, uitgeroepen tot de beste poppodiumdirecteur van Nederland. Zij kreeg hiervoor de onderscheiding 'Het IJzeren Podiumbeest'.

## Veertig jaar Effenaar
In 2011 bestond de Effenaar veertig jaar. Om dit jubileum te vieren, kwamen enkele artiesten uit de rijke concertgeschiedenis van de Effenaar terug naar Eindhoven om een speciaal concert te geven. De herinneringen aan veertig jaar Effenaar zijn verzameld in het boek "Memories Can’t Wait". Het is een beeldend boek met muzikale herinneringen van veertig jaar Effenaar, geschreven en samengesteld door journalist en oud Effenaar-medewerker Niels Guns en ontworpen door Fabrique, het ontwerpbureau dat ook de huisstijl van de nieuwe Effenaar ontwikkelde. Het boek bevat ook persoonlijke verhalen van bandleden die zelf terugblikken op de afgelopen vier decennia. Zo’n vijftig artiesten, onder wie leden van Ramones, The Cure, The Birthday Party, Joy Division, Sonic Youth, Pixies, Butthole Surfers, The Jesus Lizard, Motorpsycho, Babyshambles en Elbow vertellen anekdotisch over hun optredens in de Effenaar en duiden zo het muzikale tijdvak waarin ze naar Eindhoven afreisden.